# قرار مجلس الأمن التابع للأمم المتحدة رقم 134
قرار مجلس الأمن التابع للأمم المتحدة رقم 134، المعتمد في 1 أبريل 1960، بعد شكوى قدمتها تسع وعشرون دولة عضو بشأن «الوضع الناشئ عن عمليات قتل واسعة النطاق للمتظاهرين غير المسلحين والسلميين ضد التمييز العنصري والفصل العنصري في اتحاد جنوب أفريقيا». وسلم المجلس بأن الوضع نجم عن سياسات حكومة اتحاد جنوب أفريقيا وأنه إذا استمرت هذه السياسات فإنها يمكن أن تعرض السلم والأمن الدوليين للخطر.
وأعرب القرار عن غضب المجلس إزاء سياسات الحكومة وإجراءاتها، وأعرب عن تعاطفه مع أسر الضحايا، ودعا الحكومة إلى اتخاذ تدابير تهدف إلى تحقيق الانسجام العرقي على أساس المساواة ودعاها إلى التخلي عن الفصل العنصري. ثم طلب المجلس أن يتشاور الأمين العام داغ همرشولد مع حكومة اتحاد جنوب أفريقيا لوضع ترتيبات للمساعدة في التمسك بمبادئ الميثاق وتقديم تقرير إلى المجلس كلما كان ذلك ضروريا ومناسبا.
اعتمد القرار بتسعة أصوات. امتنعت فرنسا والمملكة المتحدة عن التصويت.